# Ilhas Ballestas

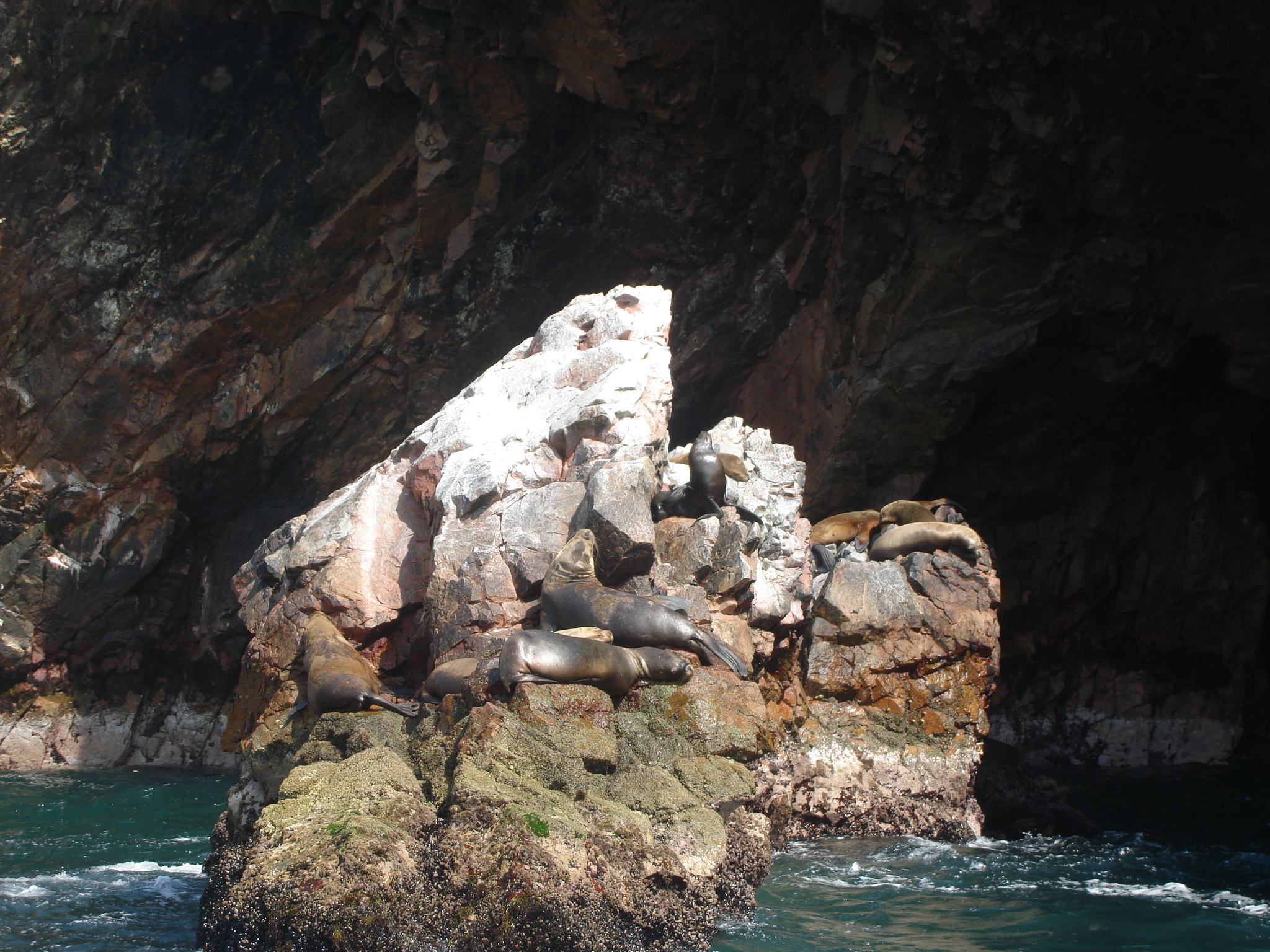
Mamíferos marinhos sobre um rochedo.

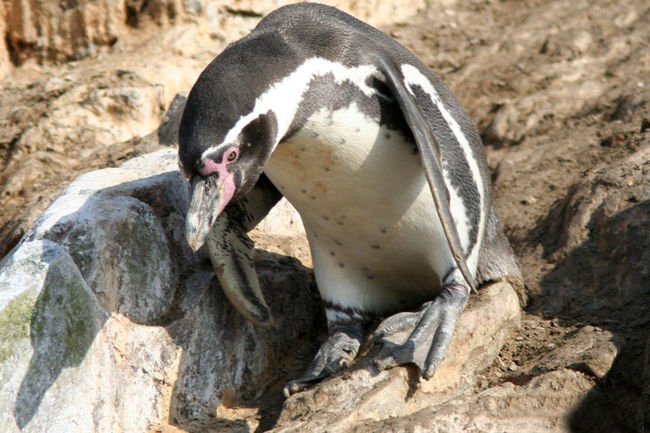
Pinguim-de-humboldt.

As ilhas Ballestas ficam a norte da Reserva Natural de Paracas.

As ilhas Ballestas são um arquipélago do Peru, situado ao largo de Pisco, a 300 km a sul de Lima. 
O arquipélago é acessível a partir do porto de Paracas.
Durante séculos, esta zona insular acumulou naturalmente grandes quantidades de guano sobre o solo. No século XIX, a economia do Peru tirou disso proveito, com extrações até 30 m de profundidade, e exportando o guano para a Europa e América do Norte. Desde meados do século XX que a extração é regulada em campanhas organizadas. Estima-se atualmente uma produção de cerca de 1000 toneladas anuais, recolhidas a cada 7 anos. Fora dessa época de recolha, há vigilância de controlo da reserva.
Hoje, graças à grande quantidade de peixes presentes nas águas frias da corrente de Humboldt, as ilhas Ballestas constituem uma verdadeira reserva ornitológica onde coabitam múltiplas colónias de aves marinhas e um grande número de otárias. Entre as muitas espécies do arquipélago estão:
- pinguim-de-humboldt (Spheniscus humboldti),
- biguá-do-guano (Phalacrocorax bougainvillii),
- grazina-inca (Larosterna inca),
- pelicano (Pelecanus thagus),
- atobá-peruano (Sula variegata),
- raros e endémicos cinclodes-de-taczanowski (Cinclodes taczanowskii)
- 180 espécies de peixes
- 10 variedades de golfinhos.[1]

As ilhas são frequentemente visitadas por turistas, de barco. 